# Claire Calvert

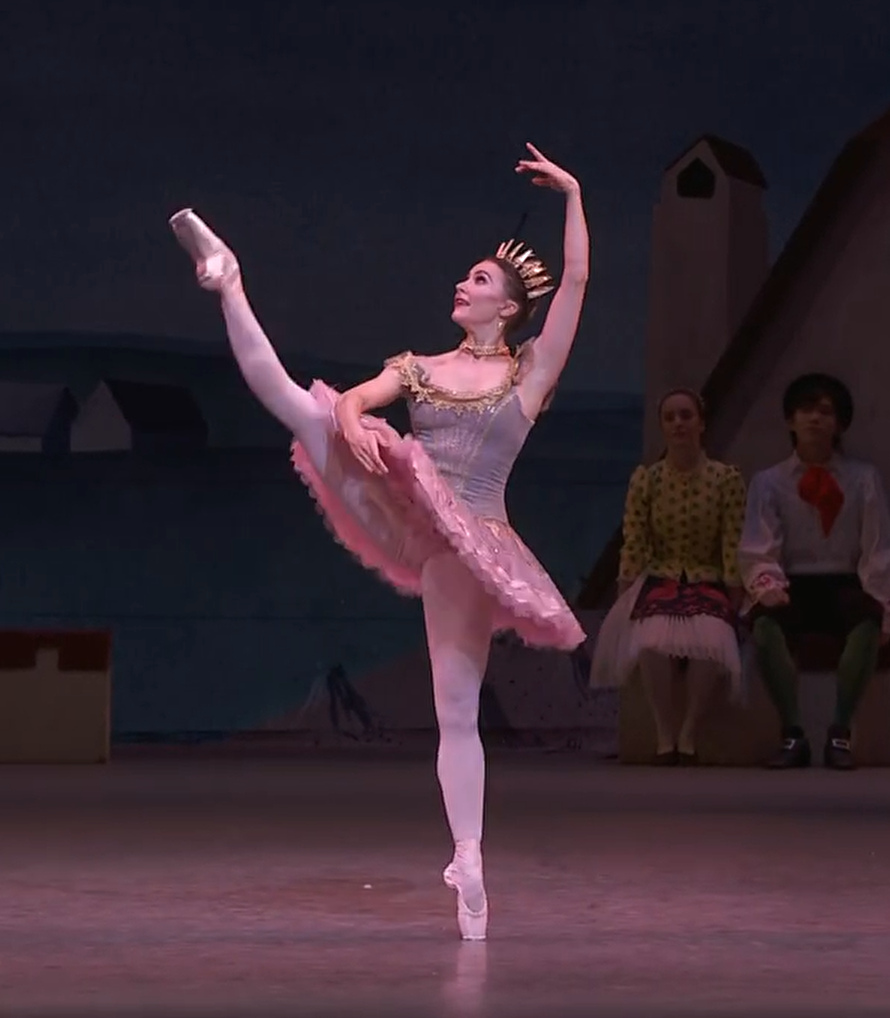
Claire in Coppèlia

Claire Louise Calvert (Bath, 14 gennaio 1988) è una ballerina inglese, prima solista con il Royal Ballet a Londra.

## Biografia
Calvert ha iniziato a studiare balletto all'età di tre anni. Ha iniziato a frequentare la Royal Ballet School all'età di undici anni, dove è stata allenata da Darcey Bussell. Ha ballato ruoli da protagonista in Rajmonda atto III e Jabula durante il suo anno di laurea. Mentre era una studentessa ha danzato differenti ruoli, tra cui un cigno in Il lago dei cigni, una ninfa in La bella addormentata e un fiocco di neve in Lo schiaccianoci al Royal Ballet.
Calvert si è diplomata al Royal Ballet nel 2007. Nel 2009, mentre era ancora un'artista, ha fatto il suo debutto nel ruolo principale, come la Fata Lilla in La bella addormentata. Successivamente è stata nominata First Artist nel 2010, Solist nel 2012 e First Solist nel 2016.

## Vita privata
Nell'agosto 2022 ha sposato Alexander Campbell, primo ballerino del Royal Ballet, e la coppia ha avuto una figlia l'anno seguente.

## Repertorio selezionato
- La fata dei lillà in La Bella Addormentata
- Hermione in Il Racconto d’inverno
- Fata Confetto e La fata della rosa in Lo Schiaccianoci
- Gamzatti in La Bayadère
- Madre/Regina di Cuori in Le Avventure di Alice nel paese delle meraviglie
- Olga in Sogno d’inverno
- Tsarevna in L’uccello di Fuoco
- La Zingara in I due Piccioni
- Hermia in Il Sogno
- Myrtha e Zulme in Giselle
- Mitzi Caspar Mayerling
- Olga Anastasia
- Harlot Romeo e Giulietta
- La fata dell’inverno in Cenerentola
- L’amante di Lescaut in Manon
- Mercedes Don Quixote
- The third movement of Concerto
- Odette e Odile ne Il Lago dei Cigni
- Aeternum
- After the Rain